# Hubert van Herreweghen
Hubert Felix Arthur van Herreweghen (Pamel, 16 februari 1920 – Dilbeek, 4 november 2016) was een van de belangrijkste naoorlogse Vlaamse dichters.

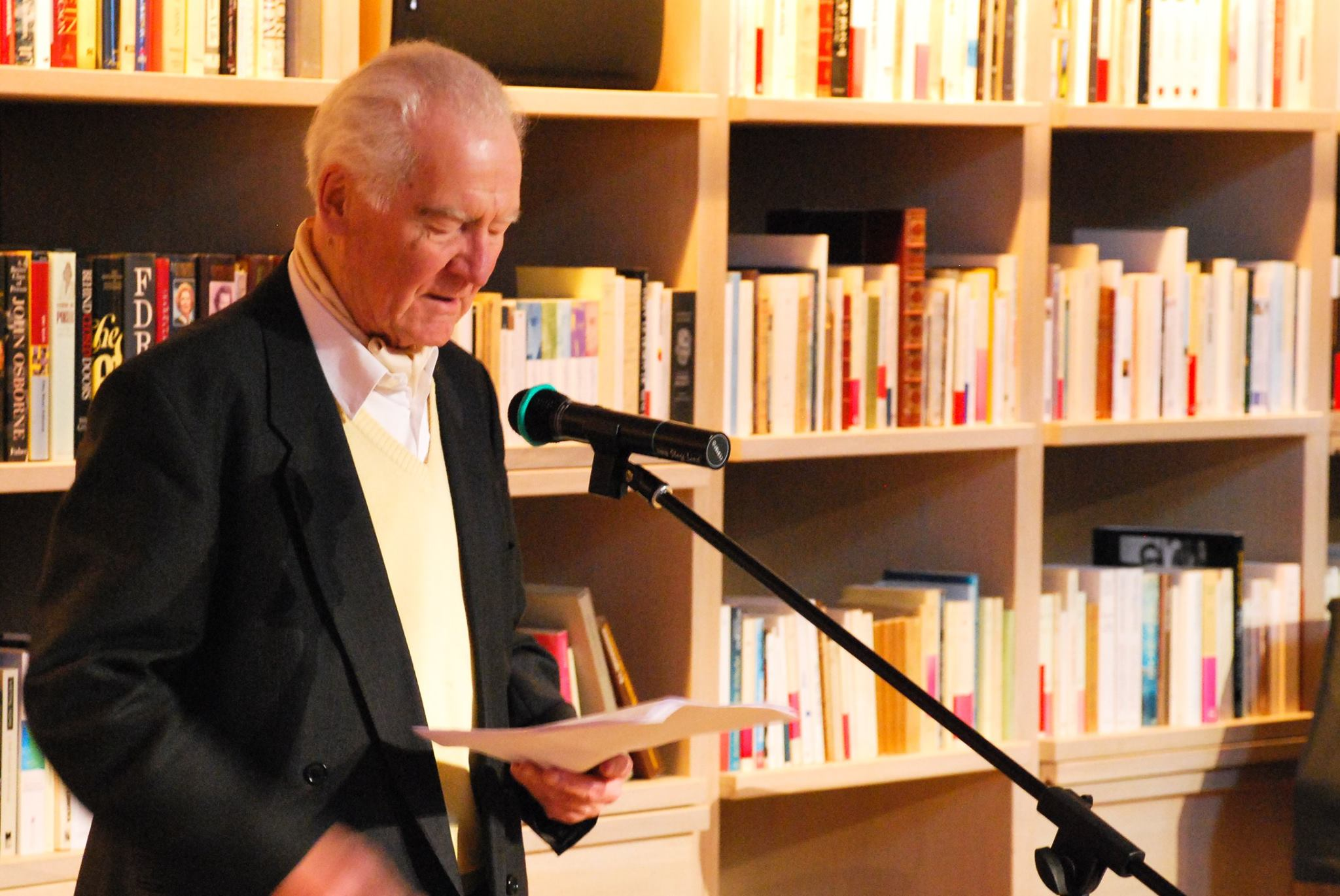
Hubert Van Herreweghen

## Biografie
Van Herreweghen debuteerde in 1943 met de bundel Het jaar der gedachtenis. Samen met zijn generatiegenoten Anton van Wilderode, Jos De Haes en Christine D'haen behoort hij tot de zogenaamde „bezettingsgeneratie“.
Na zijn opleiding tot onderwijzer, was hij heel even werkzaam in het onderwijs en in de administratie, maar in 1944 stapte hij over naar de journalistiek. Van Herreweghen werkte enige tijd als journalist bij De Standaard en vanaf 1950 als commentator van literaire en dramatische uitzendingen bij de Vlaamse radio. Hij was een van de pioniers van de Vlaamse televisie (toen NIR), waar hij onder andere Ten huize van en Beschuldigde, sta op presenteerde en producer was van Wij, heren van Zichem. In 1961 werd hij hoofd van de Dramatische Dienst, en bracht hij onder meer Schipper naast Mathilde op het scherm. Deze functie zou hij tot zijn pensioen vervullen. In 1962 ontving hij de Driejaarlijkse Staatsprijs voor Poëzie (nu de Prijs van de Vlaamse Gemeenschap voor Poëzie). In 1983 werd hij lid van de Koninklijke Academie voor Nederlandse Taal- en Letterkunde.
In 2015, tweeënzeventig jaar na zijn poëziedebuut ‘Het jaar der gedachtenis’, trad Hubert van Herreweghen op 1 februari met ‘De bulleman en de vogels’, zijn nieuwste dichtbundel, weer voor het voetlicht. Met zijn bijna 95 jaar was hij toen de nestor van de Vlaamse poëzie.
Naast dichter was van Herreweghen redacteur van enkele literaire tijdschriften, waaronder Podium (1943-1944) en vanaf 1947 van Dietsche Warande & Belfort. In dat laatste tijdschrift verschenen vrijwel al zijn gedichten. Tevens was hij samensteller van bloemlezingen van gedichten. Van 1965 tot 2000, 36 jaar lang, verzorgde hij voor het Davidsfonds een selectie van 50 gedichten uit de poëtische jaarproductie in tijdschriften, negen nummers met Jos De Haes, en vanaf 1975 zevenentwintig deeltjes met Willy Spillebeen, die de reeks vanaf 2001 verderzet met Hugo Brems. De vertrouwde titel Gedichten was en is voor dichters een graadmeter en voor lezers een belangrijke introductie in de meest recente poëzie. Het is de verdienste van van Herreweghen daarvoor de toon te hebben gezet en jarenlang te hebben aangehouden. Met Willy Spillebeen tekende hij overigens voor een andere reeks intrigerende anthologieën, een drieluik waarin poëzie uit Vlaanderen en Nederland van 1880 tot 1985 werd bijeengebracht: Dingen die niet overgaan uit 1985, Het nachtegalenbosje uit 1990 en Soms tussen tulpen in 1995.
In 2003 ontving hij de Orde van de Vlaamse Leeuw voor zijn bijdrage aan de Vlaamse cultuur.
Van Herreweghen is erelid van de Koninklijke Academie voor Nederlandse Taal- en Letterkunde sinds 2005. In 2006 ontving hij de Prijs voor Letterkunde van de Vlaamse Provincies voor het gezamenlijke oeuvre.
Hij overleed op 96-jarige leeftijd.

## Bekroningen
- Prijs van de Provincie Brabant, 1945
- Arthur Merghelynckprijs voor poëzie, 1955
- Driejaarlijkse Staatsprijs voor Poëzie, 1962
- De Standaardprijs, 1985
- Sabamprijs, 1987
- Emile Bernheimprijs, 1997
- Dirk Martensprijs, 2005
- Prijs voor Letterkunde van de Vlaamse Provincies voor het gezamenlijk oeuvre, 2006

## Publicaties
- Het jaar der gedachtenis, Brussel, De Bladen voor de Poëzie, 1943.
- De minnaar en de vrouw, Hoogstraten, Moderne Uitgeverij, 1945. reeks: De spiegel: maandschrift voor poëzie; jrg. 1, nr. 4, 19 p, ill.
- Liedjes van de liefde en van de dood, 1948, uitgeverij F.G. Kroonder, Bussum, 43 p, 12pt schreefletter, zetbreedte 18 aug., colophon ontbreekt, typografie: Johan van Eikeren redactie voor Nederland: A. Marja, redactie voor Vlaanderen: Bert Decorte, uitgegeven in samenwerking met uitgeverij Orion (uitgeverij) te Antwerpen, België.
- Gedichten I. Brussel/Amsterdam, Elsevier, 1953. Opl. van 500 ex., waarvan 450 genummerd: 1-450, 69 p
- Gueuze en humanisme: zelfgenoegzame beschouwingen over de voortreffelijkheid van het bier van Brussel en Brabant en van de mensen die het drinken, verlucht met tekeningen van Maurits Van Saene (verhalend proza) en heruitgegeven in facsimile in 2010, Brussel, Vlaamse club, 1955.
- Brieven uit Portugal: drie liederen op gedichten van Hubert van Herreweghen voor zang en piano van Vic Legley. Brussel, Cebdem, 1956.
- Gedichten II – Brieven uit Portugal. Brussel, Meddens, 1958.
- Gedichten III. Hasselt, Heideland, 1961.
- Vleugels. Een bloemlezing. Hasselt, Heideland (reeks: Poëtisch erfdeel der Nederlanden nr. 10), 1962., Met bibliografie, 95 p, 18 cm
- Gedichten IV, Hasselt, Heideland, 1967.
- Aardewerk: Gedichten VI, Tielt, Lannoo, 1984., De golfbreker, 61 p, 23 cm
- Fazant, kwatrijnen, Brussel, Cultura, 1985.
- Verzamelde gedichten, Tielt, Lannoo, 1986 (oorspronkelijk Nijmegen, Gottmer (De gulden veder), 1977, 310 p, 21 cm
- Valentijn: een toef liefdesgedichten, Antwerpen, B-Promotion, 1986, Bergmannetjespockets nr. 1, 40 p, Ill., 19cm
- Kort dag: gedichten VII, Tielt, Lannoo, 1987, 44p, 23cm,
- Twee patrijzen, Brussel, Cultura, 1988., zie: Kort dag, Bibliofiele ed
- Korf en trog, Tielt, Lannoo, 1993.
- Zwart lam. Brussel, Cultura, 1993.
- Karakol. Wintervertellingen, Tielt, Lannoo, 1995.
- De gemsbok. Brussel, Cultura, 1995.
- Een Brussels tuintje, Leuven, Uitgeverij P, 1999.
- Kornoeljebloed, Tielt, Lannoo, 2002.
- Een kortwoonst in de heuvels, Tielt, Lannoo, 2002.
- De schaking van een prinses. De 100 mooiste liefdesgedichten, Tielt, Lannoo, 2003.
- Een lamentatie van de melaatse koning, Leuven, Uitgeverij P, 2005.
- Het is een geur die ge moet vinden, Leuven, Uitgeverij P, 2008.
- Webben en wargaren, Leuven, Uitgeverij P, 2009.
- Geuze en humanisme, Leuven, Uitgeverij P, 2010.
- Korte metten. Leuven, Uitgeverij P, 2011
- Zie ik mezelf, ik ben een tak, Leuven, Uitgeverij P, 2013.
- De bulleman en de vogels, Leuven, Uitgeverij P, 2015.
- Verzamelde gedichten, Leuven, Uitgeverij P, 2020.

Bloemlezingen (samen met Willy Spillebeen):
- Gedichten: een keuze uit de tijdschriften, Leuven, Davidsfonds. (meerdere jaargangen).
- Het nachtegalenbosje: poëzie uit Vlaanderen en Nederland 1880-1916. Leuven, Davidsfonds, 1990.
- Soms tussen tulpen: poëzie uit Vlaanderen en Nederland 1916-1945. Leuven, Davidsfonds-Clauwaert, 1997.